# Église Saint-Barthélemy de Moussages
Pour les articles homonymes, voir Église Saint-Barthélémy.
L'église Saint-Barthélemy de Moussages est une église catholique située à Moussages, dans le département français du Cantal en région Auvergne-Rhône-Alpes.

## Historique
L'église a été construite au XIIe siècle, et remaniée aux XIIIe et XVe siècles. Seule l'abside est d'origine. Initialement inscrite au titre des monuments historiques en 1927 et pour le reste de l'église (à l'exception du clocher) en 1937, elle bénéficie par arrêté du 16 juillet 2019 d'une inscription remplaçant les deux premières et portant sur la totalité de l'église.
L'église abrite une merveille de l'art roman du XIIe siècle : la Vierge en majesté Notre-Dame de Clavier qui fut remarquée par André Malraux, alors qu'il était ministre de la Culture. Une copie se trouve dans la chapelle de Jailhac, son lieu d'origine.

## Architecture

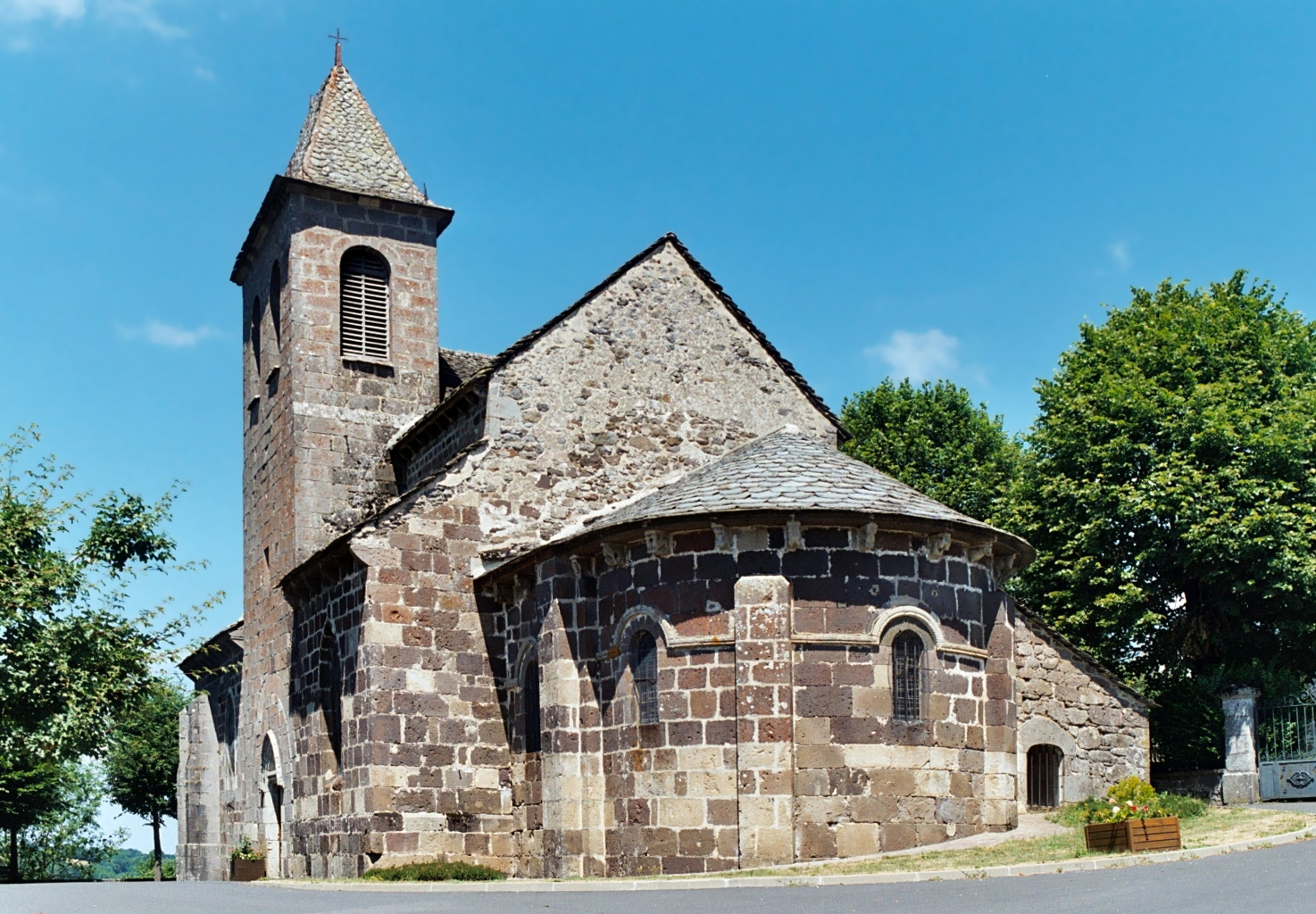
Tour et chevet.
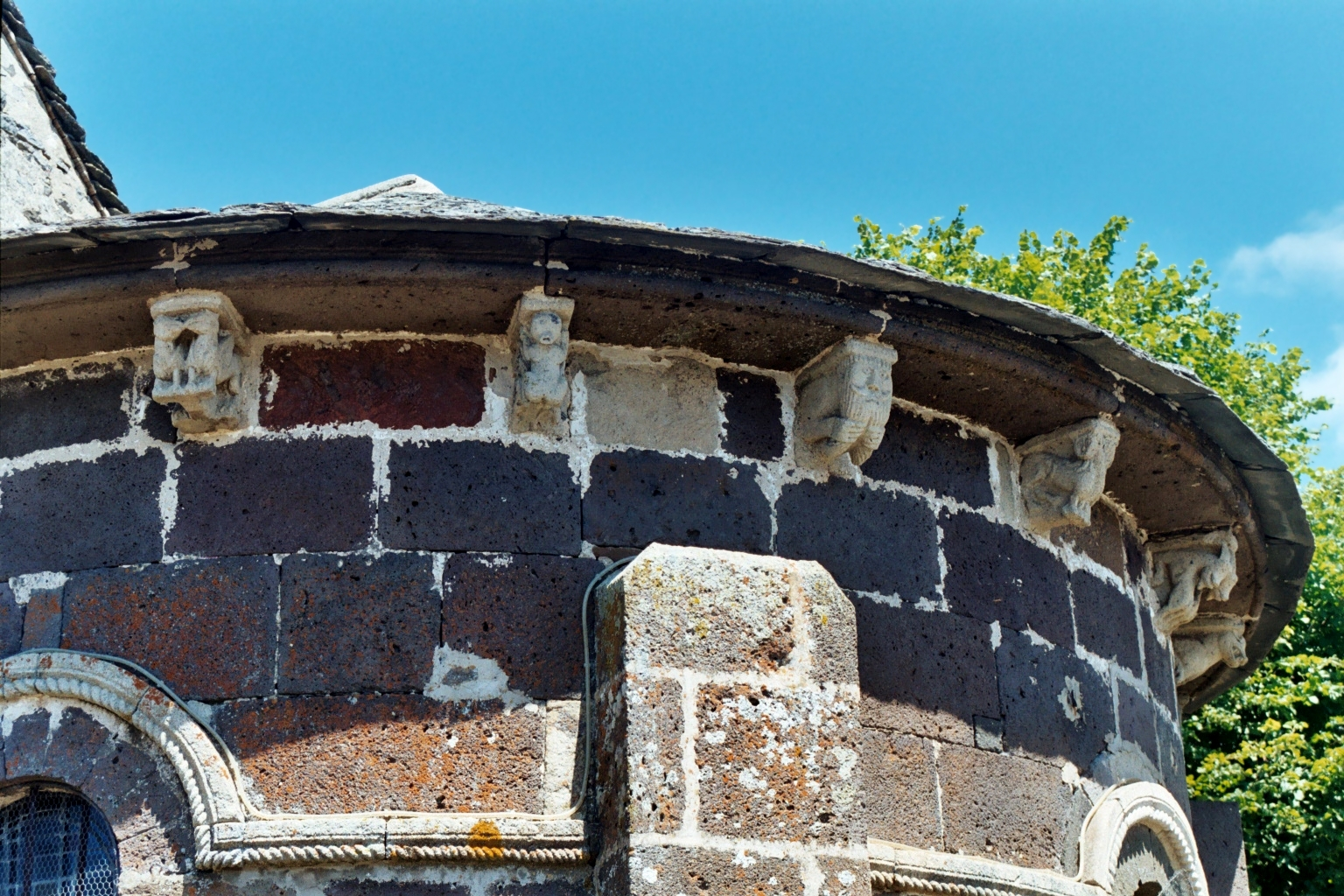
Modillons du chevet.